# Publius Petronius (Präfekt von Ägypten)
Publius Petronius (* um 75 v. Chr.; † nach 20 v. Chr.), fälschlich auch Gaius Petronius genannt, war ein römischer Ritter und von etwa 25/24 bis 22/21 v. Chr. Präfekt von Ägypten.

## Herkunft und Familie
Publius Petronius war ritterlicher Abstammung und begründete den bedeutenden Zweig der Petronii ohne Cognomen, wenngleich der Münzmeister Publius Petronius Turpilianus höchstwahrscheinlich als Sohn des ägyptischen Präfekten angesehen werden muss. Möglicherweise war Publius Petronius daher mit einer Turpilia verheiratet.

## Die Vorgänger
Nachdem sich im Jahr 30 v. Chr. Kleopatra VII., die letzte Königin des Ptolemäerreichs, in Alexandria den Tod gegeben hatte, wurde Ägypten der persönliche Besitz des siegreichen Octavian, der sich drei Jahre später „Augustus“ nennen ließ. Um diesen wertvollen Besitz nicht unnötig zu gefährden, wählte Octavian/Augustus für die Verwaltung der Provinz keine senatorischen Prokonsuln, sondern loyale Personen aus dem Ritterstand, die er zu Präfekten von Ägypten ernannte.
In Ägypten sah man in dem Präfekten den Nachfolger der Ptolemäer: „Bei einem Tempelbesuch wurde er als König empfangen, warf jährl[ich] E[nde] Mai vor Beginn der Nilschwelle bei der Insel Philae goldene Geschenke in die Fluten des göttlichen Nils und hütete sich, nach Einsetzen der Nilschwelle den Fluß zu befahren.“ Diese gewaltigen Ehren stiegen Gaius Cornelius Gallus, dem ersten Präfekten von Ägypten zu Kopf. Er benahm sich wohl tatsächlich wie ein Pharao, zum Beispiel ließ er wie ein König seine eigenen Leistungen in die Pyramiden einmeißeln. Damit überschritt er die Grenze der Amtsanmaßung. Im Jahr 26 v. Chr. vor dem Senat verklagt, kam Gallus der Verurteilung wegen Verrats mit Selbstmord zuvor.
Ihm folgte im Jahre 26 Aelius Gallus, der im Jahr 25 einen tragisch endenden Feldzug bis tief nach Arabien hinein unternahm. Herodes der Große unterstützte Aelius mit 500 Elite-Kriegern.
Seltsamerweise wird Petronius von Strabon und Flavius Josephus übereinstimmend vor Aelius Gallus genannt, der von ca. 27/26 bis 25/24 Statthalter von Ägypten war. Petronius übernahm also vielleicht bereits während des Arabien-Feldzugs (25 v. Chr.) kommissarisch die Amtsgeschäfte des Präfekten.

## tribunus militarisunter Crassus?
Es ist nachvollziehbar, dass Augustus seine Provinz keinem militärisch Unerfahrenen überlassen konnte. Wenn auch über die militärische Karriere des jungen Ritters Publius Petronius nichts Sicheres bekannt ist, so ist doch eine Identität mit jenem Petronius möglich, der im Jahr 53 v. Chr. als Militärtribun unter Crassus im Kampf gegen die Parther gedient hatte (wofür ebenfalls eine ritterliche Herkunft notwendig war). Wie beim Präfekten von Ägypten wird auch bei ihm kein Cognomen genannt. Nach Plutarch gehörte dieser Petronius zum engsten Kreis um den Feldherrn und war offenbar einer der wenigen Überlebenden, die vom grausamen Ende des Crassus und seinen letzten Worten berichten konnten:
„Octavius und Petronius und ihr anderen anwesenden Offiziere der Römer, ihr seht, wie ich zu diesem Wege gezwungen werde, ihr seid Augenzeugen von der schändlichen und gewaltsamen Behandlung, die ich erleide. Aber wenn ihr entkommt, so sagt jedermann, dass Crassus durch Treulosigkeit der Feinde, nicht durch Meuterei der Bürger um’s Leben gekommen sei.“.
Während Octavius direkt neben Crassus fällt, bleibt Petronius unverletzt:
„Petronius hatte keinen Schild bei sich und bekam einen Hieb auf den Harnisch, sprang aber doch unversehrt vom Pferde. Den Crassus selbst tötete ein Parther namens Pomaxaithres. […] Im Ganzen sollen zwanzigtausend Mann umgekommen sein.“

## Derpraefectus aegypti
Nach der unbefriedigenden Herrschaft der ersten beiden Präfekten gelangt etwa im Jahr 24 der Ritter Publius Petronius auf den „Thron“ der Kleopatra, und er scheint dem Augustus ein loyaler und vertrauenswürdiger Verwalter gewesen zu sein. Die ihm zugeschriebene Inschrift auf dem damals noch bei Sonnenaufgang tönenden Memnonskoloss dürfte einem späteren Präfekten angehören.

### Die erste Schätzung
Schon Cornelius Gallus hatte „wegen der Steuern“ einen in der Thebais ausgebrochenen Aufstand niederzuschlagen. Erwähnenswert ist in diesem Zusammenhang, dass in Ägypten der Zensus (also die landesweite Steuerschätzung) alle 14 Jahre vorgenommen wurde, wie es Kaiser Augustus bestimmt hatte. Ein solcher Zensus fand in Ägypten zum Beispiel im Jahre 5 n. Chr. statt. Die entsprechenden Edikte der ägyptischen Präfekten sind von 33/34 bis 257/58 n. Chr. regelmäßig bezeugt. Demnach dürfte die allererste Schätzung in Ägypten nach längerdauernden Vorbereitungen im Jahr 24/23 v. Chr. unter Petronius stattgefunden haben.
Vielleicht ist es daher ebenfalls ein Aufstand gegen die Steuerschätzung, der Petronius in Alexandria in Bedrängnis bringt:
„Petronius leistete […] nur mit der bei ihm befindlichen Mannschaft Widerstand, als ein Volkshaufen von vielen zehntausend Alexandriern mit Steinwürfen auf ihn eindrang. Ein Teil von ihnen wurde getötet, die übrigen beruhigt.“

### Vorbildliche Nahrungspolitik
Doch nicht nur militärisch zeichnete sich der Präfekt Publius Petronius aus. Für Strabon ist an der Amtsführung des Petronius besonders hervorhebenswert, dass er sich um die Bewässerung des Landes durch Kanäle und Deiche kümmerte:

„So war vor den Zeiten des Petronius die größte Fruchtbarkeit und Anschwellung [des Nils] wenn der Nil auf 14 Ellen stieg, wenn aber nur auf acht, so trat Hungersnot ein. Als aber jener das Land verwaltete und der Nilmesser nur zwölf Ellen zeigte, war doch der reichste Ertrag, und als er einst nur acht zeigte, bemerkte niemand eine Hungersnot.“

Schon angesichts des Schicksals seines Vorgängers Cornelius Gallus dürfte sich Petronius mit öffentlichen Bekundungen seiner Leistungen zurückgehalten haben. Tatsächlich schreibt die Geschichtsschreibung die Leistungen des Petronius dem Augustus zu:

„Um Ägypten, das er in eine römische Provinz umgewandelt hatte, noch fruchtbarer zu machen, ließ er [= Augustus!] alle Bewässerungskanäle, in welche der Nil einströmt, weil sie wegen ihres hohen Alters verschlammt waren, durch seine Soldaten reinigen.“

Es war Publius Petronius, dem Augustus und das römische Volk diese Maßnahmen zu danken hatte. Seine vorbildliche Verwaltung machte Ägypten zur Kornkammer Roms und versetzte Petronius in die Lage, auch den umliegenden Ländern mit Getreide auszuhelfen.

„[1.] Im 13. Jahr der Regierung des Herodes [25/24] wurde das Land von schweren Plagen heimgesucht […] Zunächst entstand eine anhaltende Dürre […] und weil nun wegen des Mangels an Lebensmitteln die ganze Lebensweise sich änderte, entstanden Krankheiten und Seuchen. […] Selbst der König litt Mangel, da er keine Abgaben von der Ernte, wie er gewohnt war, empfing, und da er sein Geld in allzugroßer Freigebigkeit gegen diejenigen, deren Städte er wiederhergestellt, verausgabt hatte. Auch schien ihm niemand der Hilfe würdig, zumal infolge der Drangsale der Hass des Volkes noch mehr entbrannte […].
[2.] Gleichwohl sann Herodes in dieser traurigen Lage auf Mittel, um die Not zu lindern. Das war indes schwierig, teils weil die Nachbarvölker selbst am Notwendigsten Mangel litten, teils weil ihm, auch wenn er imstande gewesen wäre, für so viele Menschen nur eine Kleinigkeit Lebensmittel anzuschaffen, das Geld dazu fehlte. Da er es aber für billig hielt, nichts unversucht zu lassen, um dem Elend abzuhelfen, ließ er alles, was sich an Gold- und Silbergerät im Königspalast vorfand, zusammenschmelzen und verschonte selbst die kostbarsten und kunstvollsten Erzeugnisse nicht. Das so erhaltene Geld schickte er dann nach Ägypten, dessen Verwaltung Petronius im Namen des Cäsars führte. Obgleich sich nun nicht wenige, die in derselben Notlage waren, um Abhilfe an Petronius wandten, wollte er doch als besonderer Freund des Herodes dessen Untertanen zunächst das Leben erhalten. Er gestattete deshalb ihnen zuerst, das Getreide auszuführen, und war ihnen beim Ankauf und der Ausfuhr desselben in jeder Hinsicht behilflich, so dass sie ihm zum größten Teile oder auch ganz allein ihre Rettung zu verdanken hatten. Als nun die Abgesandten mit dem Getreide ankamen, sorgte Herodes zunächst dafür, dass das Volk diese Hilfe nur ihm zuschrieb …“

Josephus berichtet dies für das 13. Jahr des Herodes, also wohl für das 24 v. Chr.

„Durch diese seine Fürsorge und Güte gewann sich Herodes so sehr die Zuneigung der Juden, dass sie ihn nicht genug zu loben wussten, und dass der Hass, den er sich durch seine Missachtung der heimischen Gebräuche zugezogen hatte aus dem Herzen der Unterthanen getilgt ward“

Petronius trug also mit seiner Getreidehilfe maßgeblich dazu bei, dass seinem besonderen Freund Herodes der Thron von Judäa gesichert blieb.
Die enge Freundschaft zwischen der Familie Petronius und der Familie des Herodes bleibt übrigens über Generationen hinweg bestehen. Noch unter den Enkeln wird sie als Besonderheit hervorgehoben.

### Krieg inAethiopia

#### Der erste Feldzug (25/24 v. Chr.)
Petronius führte zwei Feldzüge in den Nordsudan gegen das meroïtische Reich (lateinisch Aethiopia, griechisch Aithiopia genannt), worüber Strabon in seiner Erdbeschreibung berichtet:

„Als aber die Aethiopier, übermüthig geworden durch den Abzug eines Theiles der Streitmacht in Aegypten mit dem gegen die Araber Krieg führenden Aelius Gallus, Thebäis und die Schutzwache der drei Cohorten in Syene überfallen, [den Römern] zuvorkommend Syene, Elephantine und Philä durch einen unerwarteten Anlauf eingenommen, Gefangene weggeführt, und sogar die Bildsäulen des Kaisers niedergerissen hatten, zog Petronius mit weniger als 10,000 Fußgängern und 800 Reitern gegen 30,000 Mann heran und zwang sie zuerst zurück nach Pselchis, einer äthiopischen Stadt, zu entfliehen und schickte Gesandte [an sie] ab, indem er die [Rückerstattung] des Weggenommenen und [Angabe] der Gründe verlangte, weshalb sie Krieg angefangen. Da sie sagten, es sei ihnen von den Nomarchen Unrecht geschehen, erwiderte er, nicht diese seien ja Herren des Landes, sondern der Kaiser.
Als sie dann drei Tage Bedenkzeit verlangten, und nichts von dem thaten, was sie sollten, rückte er vor und zwang sie zur Schlacht vorzugehen; bald aber trieb er die schlecht Geordneten und schlecht Bewaffneten in die Flucht. Denn sie führten große Schilde und zwar aus rohen Rindshäuten, als Streitwaffen aber Äxte, Einige auch Speere, Andere Schwerter. Ein Theil nun wurde in die Stadt zurückgetrieben, die Uebrigen flohen in die Wüste, Einige, die sich in eine Stromfluth warfen, nahm eine nahe Insel auf; denn hier waren der starken Strömung wegen nicht viele Krokodile. – Unter diesen waren auch die Feldherrn der Königin Kandace, welche zu unsrer Zeit die Aethiopier beherrschte, ein mannhaftes Weib und auf einem Auge blind. Diese nun nahm Petronius, der auf Flößen und in Barken übergesetzt war, alle lebendig gefangen und sendete sie sogleich nach Alexandria; dann griff er Pselchis an und nahm es ein. Als man aber zu den Gefangenen die Menge der im Treffen Gefallenen hinzuzählte, fand es sich, dass der Geretteten nur wenige waren.
Von Pselchis kam er nach Durchwanderung der Sandhügel, in welchen das Heer des Kambyses bei eintretendem Winde verschüttet wurde, nach Premnis, einer von Natur festen Stadt. Er nahm die Stadt im Anlauf und zog dann gegen Napata. Dies war der Königssitz der Kandace und daselbst befand sich ihr Sohn; sie selbst aber hatte sich in einer nahen Festung gelagert.
Als sie eben Gesandte schickte, um Freundschaft zu erbitten, und die Gefangenen und Bildsäulen aus Syene zurückgab, rückte Petronius an und nahm auch Napata ein, da der Sohn [der Kandace] entflohen war, worauf er es zerstörte. Die Gefangenen als Sklaven wegführend wendete er sich mit der Beute rückwärts, weil er das weiterhin liegende Land für unwegsam hielt.
Nachdem er Premnis besser befestigt und eine Besatzung hineingelegt hatte, auch Lebensmittel auf zwei Jahre für 400 Mann, marschirte er nach Alexandria ab. Einen Theil der Gefangenen verkaufte er als Beute, tausend aber sendete er dem eben aus Kantabrien zurückkommenden Kaiser; die Anderen hatten Krankheiten aufgerieben.“

#### Der Geburtstags-Papyrus
Vom 23. September 22 v. Chr. datiert das Papyrusfragment mit einem Erlass des Publius Petronius zum Geburtstage des Augustus, das sicher auch als ein Dokument der besonderen Loyalität gegenüber dem Kaiser gewertet werden kann. Es handelt sich zugleich um das älteste erhaltene Edikt eines römischen Präfekten in Ägypten. Dieser wird hier ausdrücklich (griech.) Publius Petronius genannt, womit die Lesung Gaius bei Cassius Dio als widerlegt gelten kann.

#### Der zweite Feldzug (ca. 22/21 v. Chr.)
Strabon weiß auch noch von einem zweiten Feldzug des Petronius zu berichten:

„Kandace zog nun mit vielen Myriaden gegen die Besatzung heran; Petronius aber kam zu Hülfe und gelangte noch eher zur Festung. Als er den Ort durch mehrere Vorkehrungen gesichert hatte und [wieder] Gesandte kamen, befahl er ihnen sich an den Kaiser zu wenden; und da sie sagten, sie wüssten nicht, wer der Kaiser sei und wohin man zu ihm gehen müsse, gab er ihnen Begleiter. So kamen sie nach Samos, wo der Kaiser und von wo er nach Syrien gehen wollte, nachdem er den Tiberius nach Armenia entsendet hatte. Nachdem sie Alles erlangt, um was sie baten, erließ er ihnen auch die Kriegssteuer, die er ihnen auferlegt hatte“

Bei Cassius Dio liest es sich so:

„Um diese Zeit [22 v. Chr.] machten die Äthiopier, die hinter Ägypten siedeln, bis hin zu der Stadt die Elephantine genannt wird, mit Kandake als ihrer Anführerin, und verwüsteten alles, worauf sie trafen. Als sie bei Elephantine erkannten, dass Gaius [?!] Petronius, der Statthalter von Ägypten, heranrückte, zogen sie sich hastig zurück, bevor er eintraf, in der Hoffnung auf eine gelungene Flucht. Aber auf der Strasse eingeholt wurden sie besiegt und das lockte ihn hinter ihnen her in ihr eigenes Land. Dort kämpfte er ebenfalls erfolgreich mit ihnen und nahm neben anderen Städten Napata, ihre Hauptstadt. Dieser Ort wurde dem Erdboden gleichgemacht und an einer anderen Stelle eine Garnison errichtet, da Petronius, der sich selbst entweder wegen der des Sandes und der Hitze unfähig sah, weiter vorzudringen oder da günstig zurückzubleiben, wo er mit seiner ermüdeten Armee war, drehte um und nahm den größeren Teil mit sich. Von da an attackierten die Äthiopier die Garnisonen, aber er ging erneut gegen sie vor, rettete seine eigenen Leute und zwang Kandake, Verträge mit ihm zu schließen“

Für die antiken Schriftsteller sind besonders die von Publius Petronius zurückgelegten Entfernungen bemerkenswert. Plinius der Ältere ergänzt zu den auch von anderen genannten Städten neben der Eroberung von „Pselcis“ (Strabon: „Pselchis“) und „Primis“ (Strabon: „Premnis“) noch:

„Bocchis (Abuncis), Forum (Phthuris?), Cambusis, Attena (od. Atteva), und Stadissis (Stadasis), wo der Nil, im Herabstürzen durch sein Krachen die Einwohner gänzlich des Hörens beraubt hat: Auch plünderte er Napata. Die äußerste Entfernung zu der er jenseits von Syene vordrang betrug achthundertundsiebzig Meilen [etwa 1300–1400 km].“

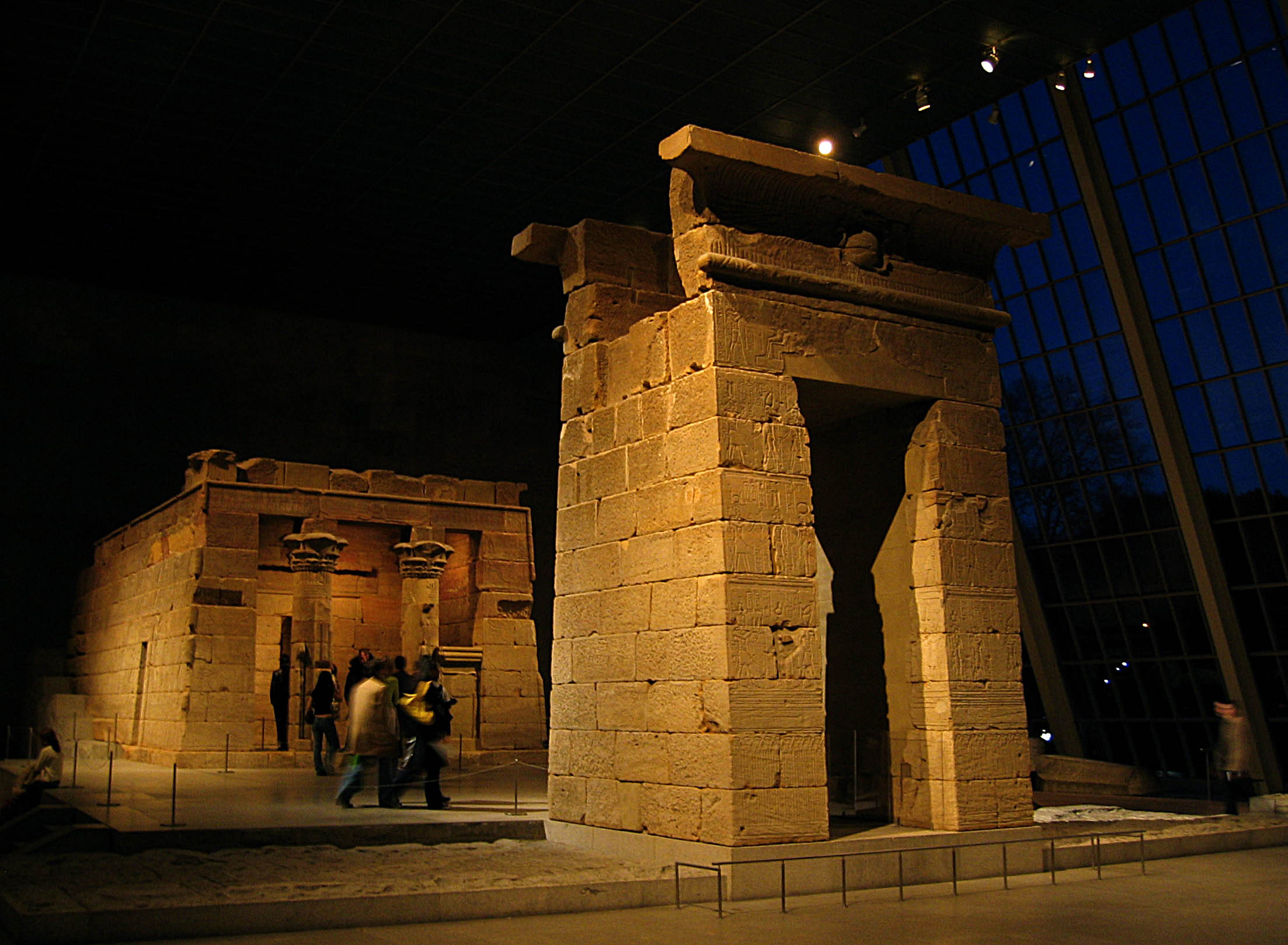
Der von Petronius erbaute Tempel von Dendur (jetzt in New York)

#### Der Tempel von Dendur und die Festung Qasr Ibrim
Im unteren Äthiopien fand man (ca. 80 km südlich von Assuan) in Dendur (Tutzis) einen von Petronius zu Ehren der Isis von Philae gestifteten kleinen Tempel im ägyptischen Stil. Zugleich werden hier Pede-ese und Pe-Hor geehrt, zwei lokale Helden, die beim Äthiopier-Einfall ums Leben gekommen waren.
„Der Bau repräsentiert mit Pronaos, Opfertischraum und Sanktuar verkleinert den gesamten Kosmos eines ägyptischen Tempels.“
Anders als sein Vorgänger Cornelius Gallus ließ Petronius auch hier nicht seinen eigenen Namen, sondern den des Augustus einmeißeln. Der Tempel musste 1962 dem Nasser-Stausee weichen und steht seit 1980 im Metropolitan Museum in New York.
Noch weiter südlich (rund 50 km vor Abu Simbel) fand man in Qasr Ibrim (wohl das antike Premis) eine Festung aus pharaonischer Zeit. Hier war auch die Garnison stationiert, die der Präfekt P. Petronius auf seinem Feldzug zurückgelassen hatte.

## Belohnung und Nachruhm
Der Einsatz des P. Petronius ist so erfolgreich, dass Augustus dessen Taten in seinem öffentlichen Tatenbericht rühmt, allerdings hat es der Kaiser nicht nötig, dabei auch den Namen seines Präfekten zu erwähnen:
Auf meinen Befehl und unter meinen Auspizien wurden zwei Heere ungefähr zur selben Zeit nach Aethiopia und nach dem sogenannten glücklichen Arabia geführt und sehr große Truppen des Feindes beider Völker wurden in der Schlacht in Stücke gehauen und ziemlich viele Städte wurden eingenommen. In Aethiopia drang man bis zur Stadt Napata vor, die nahe bei Meroë ist. In Arabia gelangte das Heer bis zum Gebiet der Sabäer zur Stadt Mariba.
Sogar Vergil, der Hofdichter des Augustus, spielt auf die Eroberung des weit entfernten Äthiopiens an, wenn er schreibt:
„Er [Augustus] wird für Latium ein Goldenes Zeitalter wiedererrichten in Gebieten, wo Saturn voreinst herrschte. Über die Länder der Garamanten und Inder hinaus wird er das Reich erweitern, bis über unsere Sternbilder hinaus wird die Erde unterworfen sein., außerhalb der jährlichen Bahnen der Sonne, wo Atlas, der Träger des Himmels, auf seiner Schulter das Gewölbe trägt, an dem die funkelnden Sterne haften …“ (Vergil, Aeneis 6,795)
An dieser „Welteroberung“ des Augustus war Publius Petronius maßgeblich beteiligt.
P. Petronius war mindestens von ca. 24 bis 20 Statthalter von Ägypten. Niemand weiß genau, wann seine Amtszeit tatsächlich endete. Erst im Jahr 13/12 wird ein P. Rubrius Barbarus als Statthalter greifbar, aber das Wissen ist hier lückenhaft, es könnte daher in den Jahren von 20 bis 13 noch weitere Amtsträger nach Petronius gegeben haben. Wahrscheinlich kehrt Petronius bereits im Jahre 20 oder 19 ruhmbeladen nach Rom zurück, denn der Kaiser dankt offenbar seinem treuen Verwalter auch damit, dass er dessen ältesten Sohn durch das Amt eines Münzmeisters den Einstieg in die senatorische Laufbahn verschafft.
Vielleicht ebenfalls als Dank für seine hervorragenden Leistungen erhält Petronius erbliche Landgüter in Ägypten, die noch hundert Jahre später erwähnt werden. Eine kaiserliche Domäne, die sich wohl einst in seinem Besitz befand, hieß nach ihm (griech.) Petroniane ousia.
Publius Petronius ist der Nachwelt denn auch weniger als weitsichtiger Ökonom, sondern vor allem als erfolgreicher Feldherr in Erinnerung geblieben.